# Santiago Urrutia

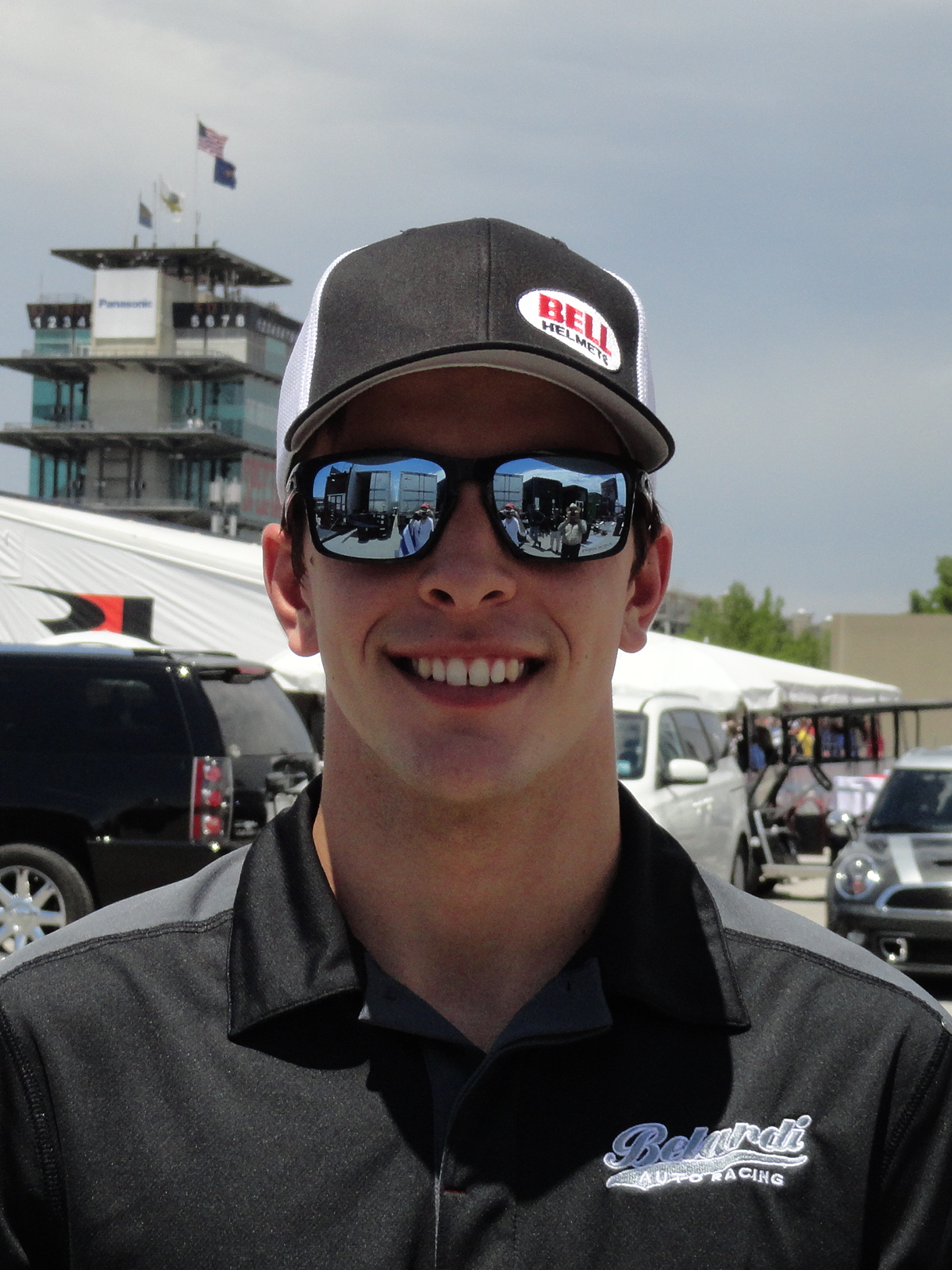
Santiago Urrutia (2017)

Santiago Urrutia (Miguelete, 30 augustus 1996) is een Uruguayaans autocoureur.

## Carrière
Urrutia begon zijn autosportcarrière op jonge leeftijd in het karting. In 2011 maakte hij zijn debuut in het formuleracing, toen hij deelnam aan de laatste twee raceweekenden van de Formule Abarth, opgesplitst in een Italiaans en een Europees kampioenschap, uitkomend voor het team Island Motorsport. In het Italiaanse kampioenschap eindigde hij met vier punten, behaald door een achtste plaats op het Autodromo Nazionale Monza, als 18e, terwijl hij in het Europese kampioenschap met vijf punten door diezelfde achtste plaats als 21e eindigde.
In 2012 nam Urrutia het volledige seizoen deel aan de Formule Abarth, maar nu voor het team BVM. Hij behaalde drie overwinningen op het Circuit Mugello, de Red Bull Ring en op Monza, waardoor hij in het Europese kampioenschap achter Nicolas Costa, Luca Ghiotto en Bruno Bonifacio als vierde eindigde met 207 punten en in het Italiaanse kampioenschap achter Costa, Ghiotto en Emanuele Zonzini eveneens als vierde met 158 punten.
In 2013 maakte Urrutia zijn Formule 3-debuut in de Europese F3 Open voor het team RP Motorsport. Hij behaalde twee overwinningen op het Autódromo Internacional do Algarve en op Silverstone. Hierdoor eindigde hij achter Ed Jones, Sandy Stuvik en Nelson Mason als vierde in het kampioenschap.
In 2014 stapt Urrutia over naar de GP3 Series, waar hij gaat rijden voor het team Koiranen GP.